# Grb Češke
Grb Češke republike sestavljajo grbi treh čeških zgodovinskih dežel, Češke, Moravske in Šlezije. Poleg velikega grba obstaja še mali, ki je enak grbu zgodovinske kraljevine Češke. Grb je v uporabi od leta 1992.

## Sestava grba
Ščit glavnega grba je razdeljen na štiri polja. V prvem in četrtem polju se nahaja grb kraljevine Češke, v drugem grb mejne grofije Moravske, v tretjem pa grb vojvodine Šlezije. Grb je zasnoval češki heraldik Jiři Louda.

### Grbopis
V prvem in četrtem rdečem polju kvadriranega ščita vzpenjajoč srebrn dvorepi lev z zlato krono in opremo, v drugem modrem polju srebrno-rdeče šahiran orel z zlato krono, opremo in jezikom, v tretjem zlatem polju črn orel z zlato krono, rdečo opremo in jezikom, na prsih pripet srebrn polmesec s kavalirski križem na sredi.

#### Grb Kraljevine Češke

##### Grbopis
Na rdečem polju vzpenjajoč srebrn dvorepi lev z zlato krono in zlato opremo.

##### Zgodovinski izrisi
- Grb rodbine Přemyslidov, ki se je do 13. stoletja uporabljal kot grb Češke, upodobitev iz Pasijona opatinje Kunigunde, začetek 14. stoletja
- Najstarejša upodobitev grba z gradu Gozzoburg v Kremsu, konec 13. stoletja
- Upodobitev grba v Pasijonu opatinje Kunigunde, začetek 14. stoletja
- Izris Huga Geralda Ströhla, konec 19. stoletja

#### Grb Mejne grofije Moravske

##### Grbopis
Na modrem polju srebrno-rdeče šahiran orel z zlato krono, opremo in jezikom.

##### Zgodovinski izrisi
- Najstarejša upodobitev grba z gradu Gozzoburg v Kremsu, konec 13. stoletja

#### Grb Vojvodine Šlezije

##### Grbopis
Na zlatem polju črn orel z zlato krono, rdečo opremo in jezikom, na prsih pripet srebrn polmesec s kavalirski križem na sredi.

##### Zgodovinski izrisi
- Izris Willema in Joana Blaeu, 17. stoletje
- Izris Huga Geralda Ströhla, 19. stoletje